# Jil Sander (Unternehmen)

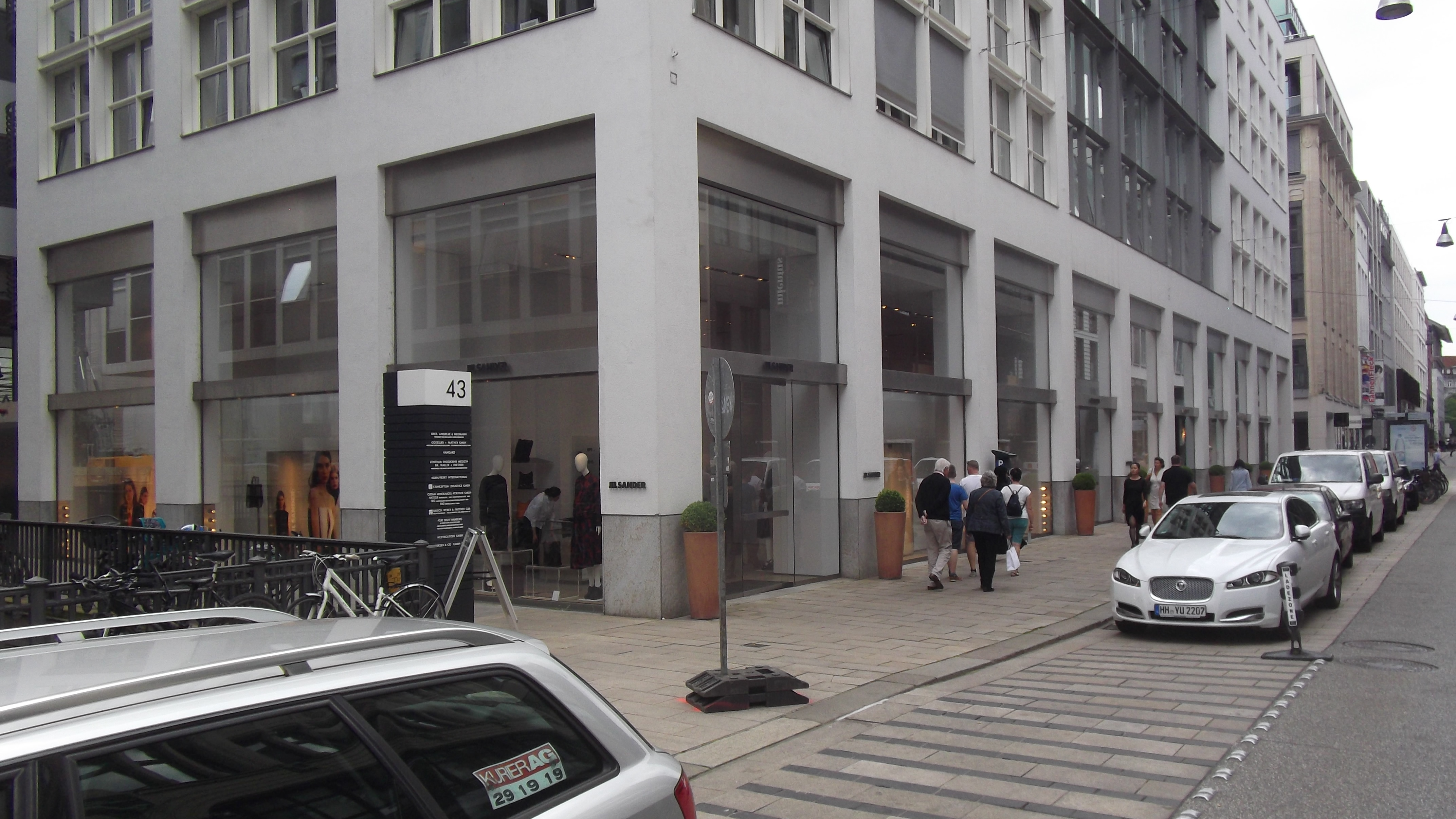
Jil-Sander-Ladengeschäft, Neuer Wall, Hamburg (2015)

Die Jil Sander S.p.A. mit Sitz in Mailand ist eine Modefirma für gehobene Damen- und Herrenbekleidung, Accessoires sowie Parfüm, die auf das von der deutschen Modedesignerin Jil Sander 1968 in Hamburg gegründete Unternehmen zurückgeht. Sander verkaufte ihr Unternehmen im Jahr 1999 und wurde in der Folge durch andere Designer ersetzt. Seit März 2021 gehört die Marke Jil Sander nach mehreren Eigentümerwechseln dem italienischen Modekonzern OTB.

## Unternehmensgeschichte

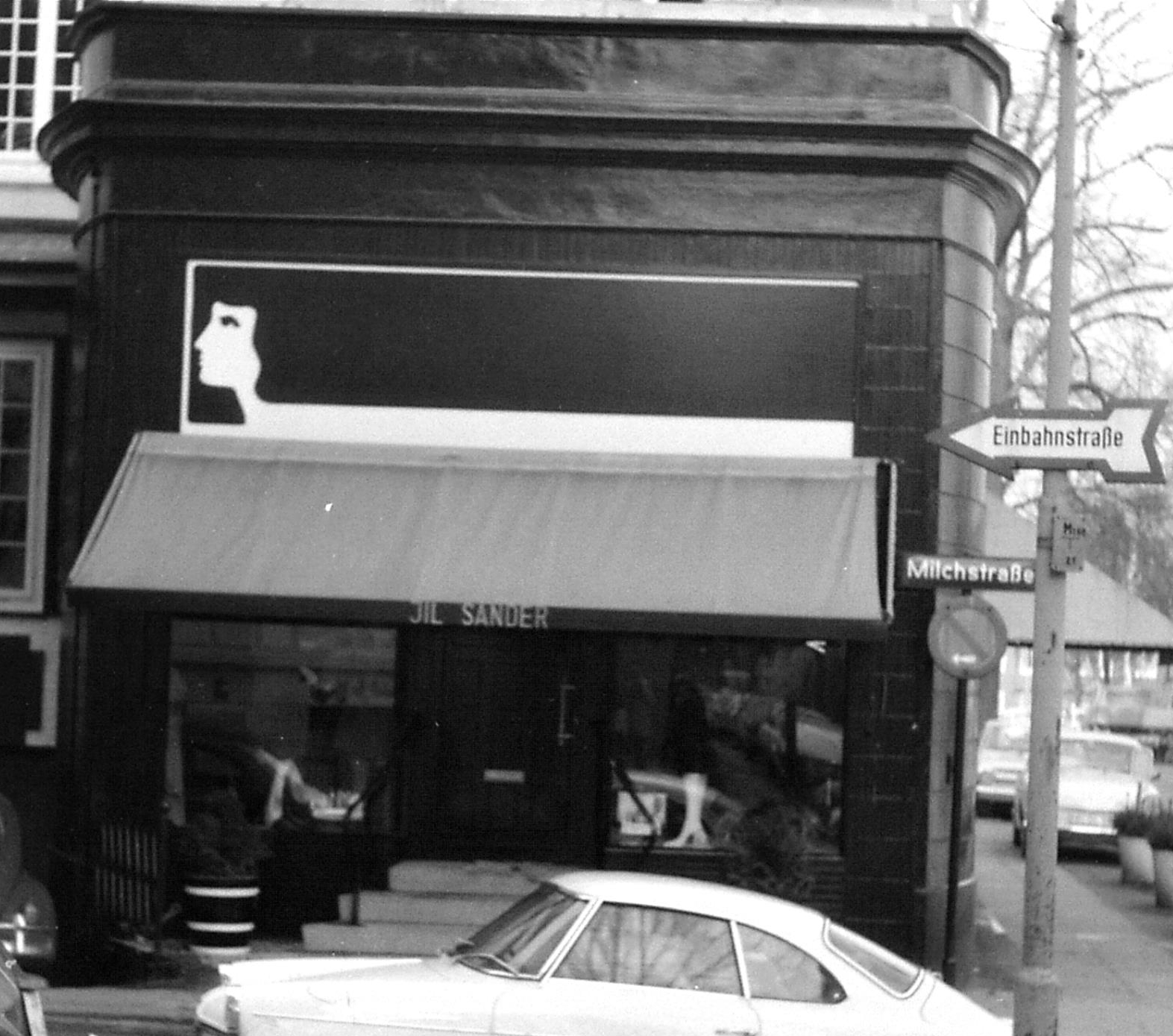
Das Ladengeschäft in der Milchstraße, Hamburg

### Anfangsjahre
Im Jahr 1967 eröffnete die damals 24-jährige Jil Sander in Hamburg unter dem Namen Jil Sander eine Modeboutique. Sie gründete 1968 die Jil Sander GmbH  (später auch Jil Sander-Moden GmbH) und verkaufte ab 1974 ihre eigenen Kollektionen neben Mode von Sonia Rykiel, Thierry Mugler und anderen. Sanders ursprüngliche Idee war es gewesen, nach dem Motto ‚Gutes Design für wenig Geld‘ simple Bekleidung in großer Menge in Indien produzieren zu lassen. Nachdem sie mit dieser Idee gescheitert war, änderte sie ihr Konzept in Bekleidung von höchster Qualität in kleinen Stückzahlen. Eine Präsentation ihrer puristischen Mode in Paris 1975 stieß in einer Zeit der opulenten, farbenfrohen Mode allerdings auf wenig Begeisterung. Erst 1976 schaffte sie mit dem sogenannten Zwiebel-Look, der aus vielen miteinander kombinierbaren Einzelteilen aus hochwertigen Materialien bestand und ab Anfang der 1980er Jahre besonders bei berufstätigen Frauen Anerkennung fand, den internationalen Durchbruch.
1979 erweiterte Sander in Zusammenarbeit mit dem Kosmetikhersteller Lancaster (seit 1996 Coty) ihre Produktpalette um die Duft- und Pflegeserie Jil Sander Woman Pure. Die Parfümlizenz und die damit verbundene Werbung ermöglichten die Expansion des Unternehmens. Das erste Herrenparfüm, Jil Sander Man Pure, folgte 1981. Jil Sander Cosmetics erzielte 1981 einen Umsatz von 15 Millionen DM. Anfang der 1980er belegte Parfüm von Jil Sander in Deutschland nach Verkaufszahlen Platz vier hinter Estée Lauder Companies, Lancôme und Chanel. Seither wurden zahlreiche Düfte für Damen und Herren – darunter Klassiker wie Jil Sander Sun (1989), Jil Sander No. 4 (1990) oder Sander for Men (1998) – lanciert, von denen auch einige wieder eingestellt wurden.

### Internationale Expansion
In den 1980er Jahren – einer Zeit, in der schlicht-zurückhaltende Mode und dezente Farben auf den internationalen Laufstegen wenig präsent waren – präsentierte Sander ihre Kollektionen bei den Mailänder Modenschauen, um das internationale Publikum besser zu erreichen. Allein mit der Mode machte das Unternehmen 1981 einen Umsatz von 20 Millionen Mark.
1989 wurde die GmbH in eine Aktiengesellschaft umgewandelt und wurde in Frankfurt an die Börse gebracht.
Anfang der 1990er Jahre stiegen die Verkaufszahlen des Unternehmens stetig ans. Besonders im asiatischen Raum wurde die Präsenz von Jil Sander mit zahlreichen Geschäften stark ausgebaut. In Tokio, Hongkong und Taipeh entstanden Flagship-Stores, an deren Design Sander in Zusammenarbeit mit renommierten Architekten wie etwa Michael Gabellini persönlich mitwirkte. 1993 kam ein Flagshipstore auf der Avenue Montaigne in Paris hinzu. Die 1990er Jahre gelten als die Blütezeit der Marke Jil Sander.
1992 wurde der Designer Roberto Menichetti als Assistent von Sander für die Damenkollektion angeheuert. Auf seine und Sanders Entwürfe gehen die Zusammenarbeit von Jil Sander mit Puma ab 1996 zurück – der Designer-Sneaker King wurde erstmals 1996 präsentiert, das Modell Easy Rider folgte 1997. Sander hatte bereits zuvor einen eigenen Sportschuh für Damen entworfen und war 1996 als erste Luxus-Modedesignerin eine Kooperation mit einem Sportartikelhersteller eingegangen. 1997 startete die Herrenmodekollektion von Jil Sander. Auch diese Entwürfe steuerte Menichetti bei. Der Launch der Jil Sander Männermode – im gewohnt schlichten Stil – war in den Jahren zuvor immer wieder von Sander verschoben worden. Die Männermode trug bald etwa 20 Prozent zum Konzernumsatz bei.

### Verkauf und Rückzug von Jil Sander
1999 kaufte der italienische Konzern Prada 75 Prozent der Stammaktien und 15 Prozent der Vorzugsaktien der Jil Sander AG für geschätzte 275 Millionen DM. Sander hatte eine Joint Venture gesucht, um den Anteil an Accessoires steigern zu können. Im Jahr 2000 gab sie überraschend ihren Posten als Vorstandsvorsitzende in dem effektiv von Prada-Chef Patrizio Bertelli kontrollierten Unternehmen auf, übernahm aber im Mai 2003 erneut die Design-Verantwortung im Unternehmen. Bertelli hatte den ehemaligen Gucci-Designer Milan Vukmirovic als Nachfolger von Sander bestellt, dessen Entwürfe sie nun überarbeitete. Unter Vukmirovics Design-Führung wurden mit kommerziellen Kollektionen langjährige Anhänger vergrault und nicht genügend neue Kunden gewonnen. Das Unternehmen schrieb seit 2001 rote Zahlen. Sanders Entwürfe der beiden folgenden Saisons wurden von der Presse gelobt und von den Einkäufern begeistert aufgenommen. Ihre Rückkehr in das Unternehmen war von einem Umsatzzuwachs von vier Prozent begleitet. Allerdings schlug bei der Firma weiterhin ein Fehlbetrag von 17 Millionen Euro zu Buche. Im November 2004 verließ Sander erneut das von ihr gegründete Unternehmen. Sander und Bertelli hatten bezüglich der strategischen Ausrichtung des Unternehmens keine gemeinsame Linie finden können.
Im Frühjahr 2005 wies das Unternehmen, trotz eines durchgeführten Kostensenkungsprogramms, bei dem neben Personalkürzungen der Hamburger Showroom geschlossen und die gesamte Produktion nach Italien überführt worden waren, erneut einen Verlust von 29,6 Millionen Euro für das Geschäftsjahr 2004 aus. Bertelli war es nicht gelungen, das Haus Jil Sander auf Kurs zu bringen.

### Erneute Eigentümerwechsel
Im Februar 2006 verkaufte Prada Jil Sander für geschätzte 120 Millionen Euro an den britischen Finanzinvestor Change Capital Partners (CCP). Change Capital übernahm nicht nur die Marke Jil Sander, sondern auch die Führungsmannschaft und den Designer Raf Simons, der Mitte 2005 mit der Herrenkollektion für Frühjahr 2006 seinen Design-Einstand bei Jil Sander gefeiert hatte und in der Folge besonders mit den Damen-Kollektionen für seine Interpretationen des Sander-Erbes von der Presse gelobt wurde. Ende 2006 wurde das Unternehmen durch ein Delisting von der Börse genommen.
Im Oktober 2008 verkaufte Change Capital Partners seine Anteile an Jil Sander für 167 Millionen Euro an die japanische Firma Onward Holdings Co. und deren europäische Tochtergesellschaft Gibo Co.
Im Februar 2012 kehrte Sander in das von ihr gegründete Unternehmen als Kreativdirektorin zurück. Onward Holdings hatte zuvor die Zusammenarbeit mit dem Belgier Raf Simons als Kreativdirektor bei Jil Sander im gegenseitigen Einvernehmen beendet. Sander präsentierte die erste Kollektion nach ihrer Rückkehr bei den Herren-Modenschauen in Mailand Ende Juni 2012. Kritiker lobten bei ihren Männermode-Entwürfen „Schnittkunst […,] Farben, Formen und Materialien“ und erkannten generell an, dass Sander nach wie vor „in der ersten Liga der internationalen Designer spielt“. Sanders erste Damen-Kollektion seit ihrer Rückkehr wurde Ende September 2012 in Mailand präsentiert und erhielt positive Kritiken. Im Herbst 2013 kehrte Sander ihrem Unternehmen erneut den Rücken. Nach eigenen Angaben ging sie diesen Schritt aus familiären Gründen.
Im April 2014 bestellte Onward Holdings den Italiener Rodolfo Paglialunga, einen ehemaligen Prada-Damenmodedesigner und von 2009 bis 2011 Chefdesigner bei Vionnet, zum neuen Kreativchef von Jil Sander. Paglialunga verließ das Unternehmen im Frühjahr 2017. Im April 2017 ernannte das Haus Jil Sander das Designer-Ehepaar Lucie und Luke Meier zu den Kreativdirektoren der Marke.
Das Unternehmen firmierte innerhalb der Onward Holdings Gruppe als Jil Sander SpA mit Sitz in Mailand und als Jil Sander K.K. mit Sitz in Tokio.
Der italienische Modeunternehmer Renzo Rosso erwarb die Anteile 2021 für seinen Luxuskonzern OTB (Only The Brave), zu dem auch die Modemarke Diesel gehört.

### Kennzahlen
Anfang 2011 verkündete das Unternehmen Jil Sander ohne konkrete Zahlen zu nennen, dass nach zehnjähriger Verlust-Phase im Geschäftsjahr 2010, unter anderem aufgrund der für ein breiteres Publikum eingeführten Damen-Zweitlinie Jil Sander Navy, wieder schwarze Zahlen geschrieben wurden. Für das Geschäftsjahr 2008/09 ist ein Umsatz von 100 Millionen Euro ausgewiesen worden.
2011 existierten weltweit 23 Jil-Sander-Geschäfte und ca. 35 Shops-in-Shop in größeren Geschäften. 2010 war der firmeneigene Online-Shop lanciert worden, der 3,5 % des Gesamt-Umsatzes generierte. Für den Kinofilm I Am Love (2009), der 2011 in der Kategorie Bestes Kostümdesign für den Oscar nominiert wurde, hatte Raf Simons für die Marke Jil Sander werbewirksam die Outfits der Hauptdarstellerin Tilda Swinton kreiert.
Onward veröffentlichte eine Markenumsatz von 11,3 Mrd. Yen (ca. 87 Mio. Euro) mit 43 Läden für das Geschäftsjahr 2019.